# Mayang Sari Jaya
Mayang Sari Jaya is een bestuurslaag in het regentschap Indragiri Hilir van de provincie Riau, Indonesië. Mayang Sari Jaya telt 1295 inwoners (volkstelling 2010).